# سنغان (تشابهار)
سنغان (بالفارسية: سنگان) هي قرية تقع في قسم باهوكلات الريفي (مقاطعة تشابهار) في إيران. يقدر عدد سكانها بـ 707 نسمة، و 113 عائلة.